# Carl Kaufmann
Carl Kaufmann (ur. 25 marca 1936 w Brooklynie w Nowym Jorku, zm. 1 września 2008 w Karlsruhe) – niemiecki lekkoatleta reprezentujący RFN, dwukrotny wicemistrz olimpijski z 1960.
Początkowo specjalizował się w biegu na 200 metrów, ale później skoncentrował się na dystansie 400 metrów. Na mistrzostwach Europy w 1958 w Sztokholmie wystąpił we wspólnej reprezentacji państw niemieckich. Zdobył srebrny medal w sztafecie sztafecie 4 × 400 metrów (w składzie: Kaufmann, Manfred Poerschke, Johannes Kaiser i Karl-Friedrich Haas). Był również czwarty w finale biegu na 400 metrów.
Na igrzyskach olimpijskich w 1960 w Rzymie Kaufmann również startował we wspólnej reprezentacji Niemiec. Zdobył srebrny medal indywidualnie w biegu na 400 metrów (przegrał z Otisem Davisem z USA) po pościgu, kiedy niemal dogonił go na ostatnim metrze. O zwycięstwie Davisa zadecydowała analiza fotokomórki. Obaj zawodnicy osiągnęli czas 44,9, który był nowym rekordem świata. Drugi srebrny medal wywalczył Kaufmann w sztafecie 4 × 400 metrów, która biegła w składzie: Hans-Joachim Reske, Manfred Kinder, Kaiser i Kaufmann.
Kaufmann czterokrotnie ustanawiał rekord Europy na 400 metrów: 45,8 (19 września 1959, Kolonia), 45,7 (14 czerwca 1960, Kolonia), 45,4 (24 lipca 1960, Berlin) i 44,9 (5 września 1960, Rzym).
Był mistrzem RFN w biegu na 200 metrów w 1955, wicemistrzem w 1957 i brązowym medalistą w 1956, a także mistrzem w biegu na 400 metrów w latach 1958−1960. Był również mistrzem RFN w sztafecie 4 × 100 metrów w 1955. Startował w klubie Karlsruher SC.